# Grand Prix Formule 1 van Canada 1974
De Grand Prix Formule 1 van Canada 1974 werd gehouden op 22 september 1974 in Mosport Park.

## Uitslag
| Positie | Nummer | Rijder               | Team              | Ronden | Tijd/Opgave      | Startplaats | Punten |
| ------- | ------ | -------------------- | ----------------- | ------ | ---------------- | ----------- | ------ |
| 1       | 5      | Emerson Fittipaldi   | McLaren-Ford      | 80     | 1:40:26.136      | 1           | 9      |
| 2       | 11     | Clay Regazzoni       | Ferrari           | 80     | + 13.034         | 6           | 6      |
| 3       | 1      | Ronnie Peterson      | Lotus-Ford        | 80     | + 14.494         | 10          | 4      |
| 4       | 24     | James Hunt           | Hesketh-Ford      | 80     | + 15.669         | 8           | 3      |
| 5       | 4      | Patrick Depailler    | Tyrrell-Ford      | 80     | + 55.322         | 7           | 2      |
| 6       | 6      | Denny Hulme          | McLaren-Ford      | 79     | + 1 Ronde        | 14          | 1      |
| 7       | 55     | Mario Andretti       | Parnelli-Ford     | 79     | + 1 Ronde        | 16          |        |
| 8       | 8      | Carlos Pace          | Brabham-Ford      | 79     | + 1 Ronde        | 9           |        |
| 9       | 7      | Carlos Reutemann     | Brabham-Ford      | 79     | + 1 Ronde        | 4           |        |
| 10      | 19     | Helmuth Koinigg      | Surtees-Ford      | 78     | + 2 Ronden       | 22          |        |
| 11      | 27     | Rolf Stommelen       | Lola-Ford         | 78     | + 2 Ronden       | 11          |        |
| 12      | 66     | Mark Donohue         | Penske-Ford       | 78     | + 2 Ronden       | 24          |        |
| 13      | 2      | Jacky Ickx           | Lotus-Ford        | 78     | + 2 Ronden       | 21          |        |
| 14      | 26     | Graham Hill          | Lola-Ford         | 77     | + 3 Ronden       | 20          |        |
| 15      | 21     | Jacques Laffite      | Iso Marlboro-Ford | 74     | Lekke band       | 18          |        |
| 16      | 33     | Jochen Mass          | McLaren-Ford      | 72     | + 8 Ronden       | 12          |        |
| NC      | 15     | Chris Amon           | BRM               | 70     | Niet geklasseerd | 25          |        |
| NF      | 12     | Niki Lauda           | Ferrari           | 67     | Ongeluk          | 2           |        |
| NF      | 16     | Tom Pryce            | Shadow-Ford       | 65     | Motor            | 13          |        |
| NF      | 28     | John Watson          | Brabham-Ford      | 61     | Ophanging        | 15          |        |
| NC      | 14     | Jean-Pierre Beltoise | BRM               | 60     | Niet geklasseerd | 17          |        |
| NF      | 3      | Jody Scheckter       | Tyrrell-Ford      | 48     | Remmen           | 3           |        |
| NF      | 17     | Jean-Pierre Jarier   | Shadow-Ford       | 46     | Halfshaft        | 5           |        |
| NF      | 20     | Arturo Merzario      | Iso Marlboro-Ford | 40     | Handling         | 19          |        |
| NF      | 50     | Eppie Wietzes        | Brabham-Ford      | 33     | Motor            | 26          |        |
| NF      | 9      | Hans Joachim Stuck   | March-Ford        | 12     | Benzinesysteem   | 23          |        |
| NQ      | 18     | Derek Bell           | Surtees-Ford      |        |                  |             |        |
| NQ      | 22     | Mike Wilds           | Ensign-Ford       |        |                  |             |        |
| NQ      | 10     | Vittorio Brambilla   | March-Ford        |        |                  |             |        |
| NQ      | 42     | Ian Ashley           | Brabham-Ford      |        |                  |             |        |

## Statistieken
| Pole-position | Emerson Fittipaldi | McLaren-Ford | 1:13.188 |
| Snelste ronde | Niki Lauda         | Ferrari      | 1:13.659 |

1967 · 1968 · 1969 · 1970 · 1971 · 1972 · 1973 · 1974 · 1976 · 1977 · 1978 · 1979 · 1980 · 1981 · 1982 · 1983 · 1984 · 1985 · 1986 · 1988 · 1989 · 1990 · 1991 · 1992 · 1993 · 1994 · 1995 · 1996 · 1997 · 1998 · 1999 · 2000 · 2001 · 2002 · 2003 · 2004 · 2005 · 2006 · 2007 · 2008 · 2010 · 2011 · 2012 · 2013 · 2014 · 2015 · 2016 · 2017 · 2018 · 2019 · 2022 · 2023 · 2024 · 2025 · 2026 · 2027 · 2028 · 2029